# 上海城市空间艺术季
上海城市空间艺术季是中華人民共和國上海市的一个有關城市建設的展覽，2015年起每兩年舉辦一次，展覽設有主會場，在上海各區有分會場。會場會展示有關城市和社區改造的藝術構想。